# Gabriele Salvatores
Gabriele Salvatores (ur. 30 lipca 1950 w Neapolu) – włoski reżyser i scenarzysta filmowy. 
Swój największy sukces osiągnął filmem Śródziemnomorska sielanka (1991), który przyniósł mu Oscara dla najlepszego filmu nieanglojęzycznego. Do jego innych znanych filmów należą również m.in. Nirvana (1997) oraz Nie boję się (2003).
Zasiadał w jury konkursu głównego na 67. MFF w Wenecji (2010).